# J-Wave
J-Wave es una estación de radio comercial con sede en Tokio, Japón, que transmite en FM en los 81.3 MHz desde el Skytree de Tokio para toda la región de Kantō. J-Wave está dedicada principalmente a la música, cubriendo una amplia gama de formatos. La estación es considerada la más popular entre las emisoras de FM en Tokio, y ha sorprendido a la industria de la radiodifusión al obtener una mayor audiencia que la estación católica de AM (JOQR) en una encuesta realizada en junio de 2008. 
J-Wave fue fundada en octubre de 1988 con el indicativo JOAV-FM. Es una estación miembro de la cadena radial privada Japan FM League (JFL).

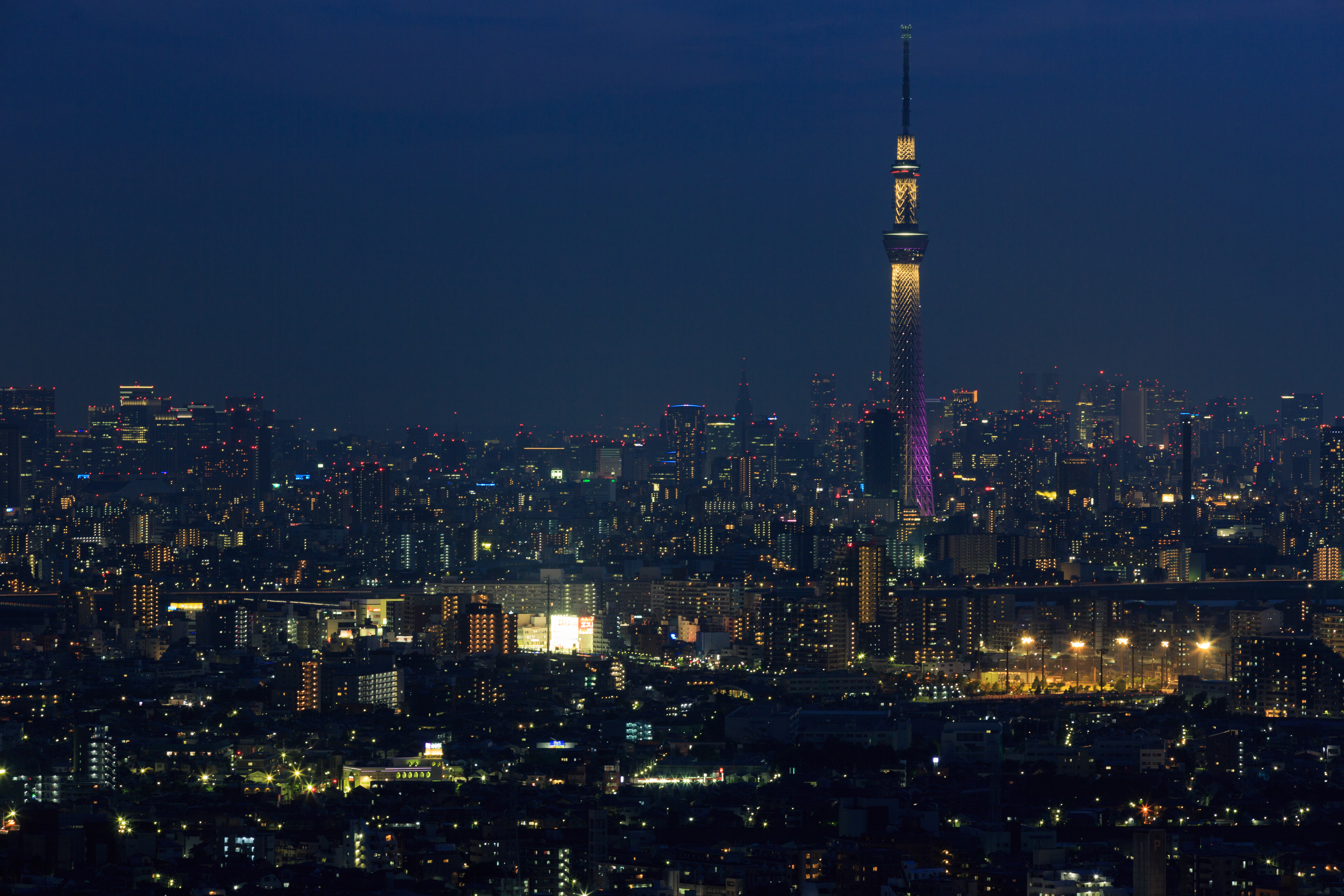
El transmisor de J-Wave se encuentra en la torre Skytree de Tokio (634 metros de altura)

## Características
El eslogan de J-WAVE es "la mejor música del planeta" y sus DJ son conocidos como "navegantes" (ナビゲーター nabigētā?). El formato de música puede considerarse un equivalente japonés del formato occidental del estilo Top 40 o CHR. 
Cientos de jingles diferentes separan los programas de los comerciales, que por lo general son variaciones de una sola melodía. J-Wave se transmite vía satélite desde 1994 y algunos de sus programas también difundidos a través de algunas estaciones de radio comunitarias en todo Japón.

## Historia
El 10 de diciembre de 1987 se creó J-WAVE; la flamanete emisora inició transmisiones de prueba el 1 de agosto de 1988 en la banda de frecuencia modulada (81.3 MHz). El 1 de octubre de ese año, a las 5:00 a. m., comenzó emisiones definitivas desde la Torre de Tokio. J-Wave fue la 27ma. estación comercial de FM en todo Japón y la segunda en Tokio, después de Tokyo FM, que comenzó emisiones en 1970 (NHK FM, que transmite desde 1969, es pública). 
El nombre ”J-WAVE” originalmente se derivaba de una tienda de discos WAVE en el distrito de Roppongi, que también pertenecía al Saison Group. Mientras que otras estaciones de radio se centraron más en la presentación y anuncios hablados, J-WAVE adoptó un formato de "más música, menos conversación". La estación tenía una gran base de admiradores debido a su estilo de programación inusual, reproduciendo música sin parar excepto por jingles y pausas para noticias, tráfico y clima. La ley en Japón en ese momento estipulaba que la programación debía tener un máximo de 80 % dedicado a la música y un mínimo de 20 % de programas hablados. J-WAVE acuñó el término "J-pop", que sólo lo definió vagamente al comienzo. Con el tiempo la estación ha perdido influencia, por lo que, patrocinador tras patrocinador fueron sacando sus anuncios debido a la creciente irrelevancia de la programación que estaban presentando. 

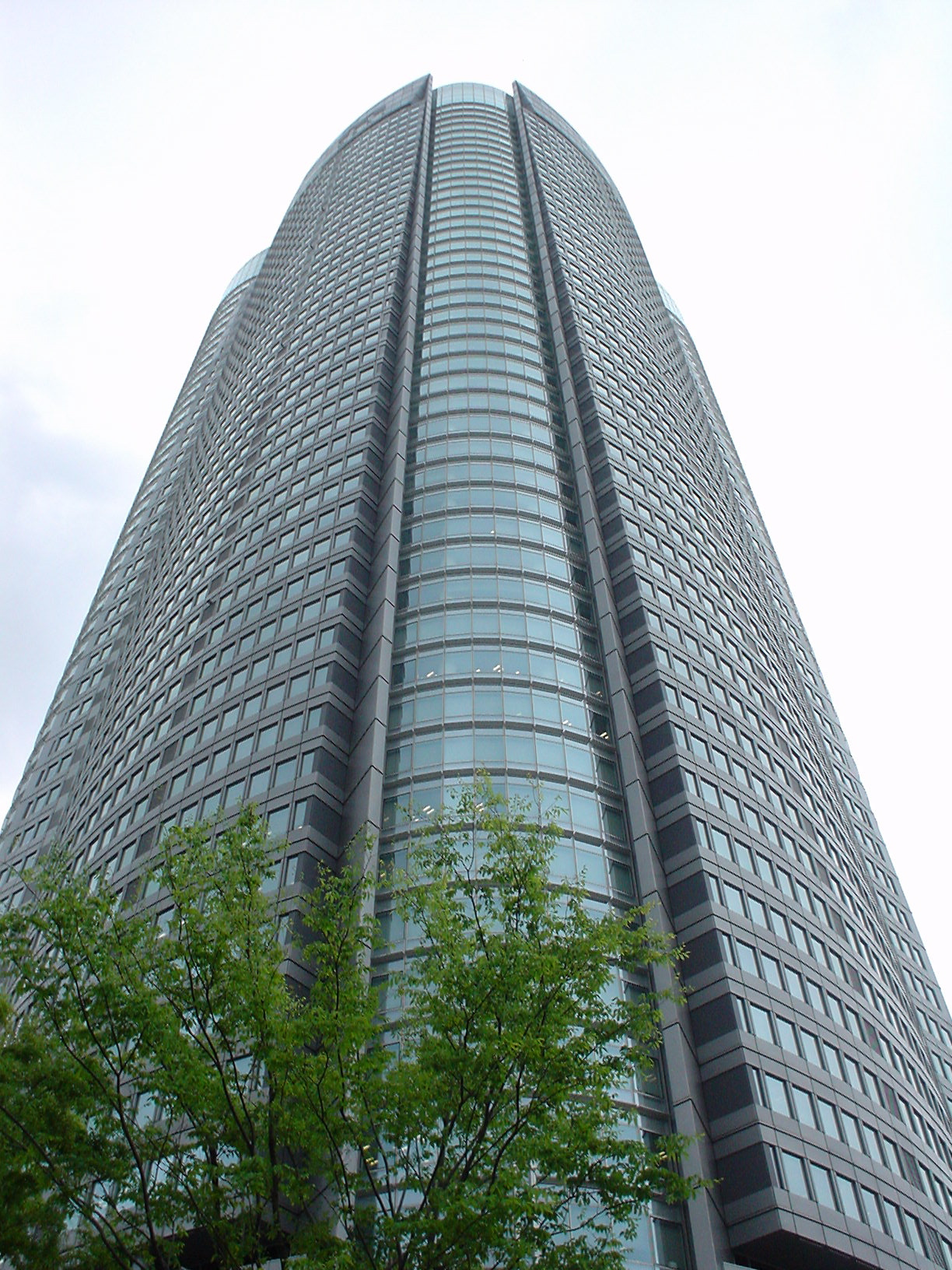
Torre Mori

Alrededor de 1995, J-WAVE contrató nuevas personalidades en un intento de rejuvenecerse. Su término "J-POP" se convirtió en sinónimo de música japonesa comercialmente aceptable para un amplio espectro de radioescuchas, exceptuando la música tradicional japonesa. Los especiales comenzaron a emitirse por esa época y la estación tomó medidas para atraer a una base mayor de oyentes y así aumentar sus ingresos por publicidad. El formato que J-WAVE introdujo en Japón, "más música, menos conversación", prácticamente desapareció durante la reorganización a principios de 1997, cuando el parloteo de los DJ aumentó su proporción de tiempo al aire. 
El 1 de octubre de 2003, J-WAVE trasladó su oficina central al piso 33 de la Torre Mori de Roppongi Hills en Minato, Tokio. El 23 de abril de 2012, J-WAVE trasladó sus equipos de transmisión de la Torre Tokio a la Tokyo Skytree Tower con una nueva potencia de transmisión de 7 kilovatios con un ERP de 57 kilovatios. Antes del traslado, la potencia de transmisión era de 10 kilovatios con un ERP de 44 kilovatios. 
Hoy día, J-WAVE ha cambiado dramáticamente desde su primera transmisión. La estación adquirió una base sólida de oyentes que no están tan interesados en una pretensión de rebelión social.  
La radio tiene una estación repetidora en la frecuencia de 88.3 MHz para algunas zonas de Tokio que transmite desde la Torre Mori.
De 2006 a 2011 J-Wave tuvo una estación por internet llamada Brandnew J, que transmitía para todo el mundo sin bloqueo geográfico hasta mediados de 2009. La emisora tenía una mezcla de programas propios con enlaces simultáneos a la programación de J-Wave; los primeros fueron reduciéndose paulatinamente, así como las horas diarias de transmisión (dejaba de transmitir un par de horas a media tarde y algunas horas en la madrugada).
En septiembre de 2020, J-WAVE disputaba el primer lugar de sintonía en la región de Kantō con TBS Radio y JOLF.

## Programas

### Tokio Hot 100
J-WAVE ha establecido sus propias listas de éxitos musicales, la cual incluye las canciones que más sonaron durante la semana en la propia estación. Este conteo no debe confundirse con las listas individuales japonesas, Oricon, que tiene sus propias listas nacionales de canciones más escuchadas en las radios de Japón.
También hay una versión de TV que aparece en la programación de MTV Japan. Desde 2017 algunos de sus programas se transmiten simultáneamente por el canal ABEMA Radio de la plataforma de internet AbemaTV.